# Тан (Средната земя)
Вижте пояснителната страница за други значения на Тан.
Тан е многоуважаваната военна титла в Графството. Тя се дава на военния водач на хобитите в Графството. Първият тан бил Букка от Мочурището и тази титла била наследяване от единадесет негови поколения — Старофуковци, докато не се преместили отвъд река Брендивин във Фуков край.
След това титлата била поета от главата на клана Тук — Исумбрас I, и всички от рода след него.